# Музей ГДР
Музей ГДР (нем. DDR-Museum) — музей в Берлине. Открылся в 2006 году и расположен на набережной Шпрее у моста Либкнехта в районе Митте, рядом с «АкваДоме», напротив Берлинского кафедрального собора. Постоянная экспозиция повествует о жизни и культуре Германской Демократической Республики, насчитывает около 1000 экспонатов. По данным Института музейных исследований и канцелярии Сената Берлина в 2012 году Музей ГДР, занимающий 9-е место среди самых популярных музеев и памятников Берлина, посетило 504 564 человек. Всего же к 2013 году с момента открытия в 2006 году Музей ГДР посетило в общей сложности около 2,8 миллиона человек.
В отличие от других музеев большинство экспонатов Музея ГДР разрешается трогать: можно посидеть в «Трабанте», покопаться в шкафах на кухне, посмотреть одежду в шкафу в жилой комнате.
Музей ГДР в Берлине не получает государственных дотаций и финансируется за счёт продажи билетов и частных средств.

## Описание

### Обзор

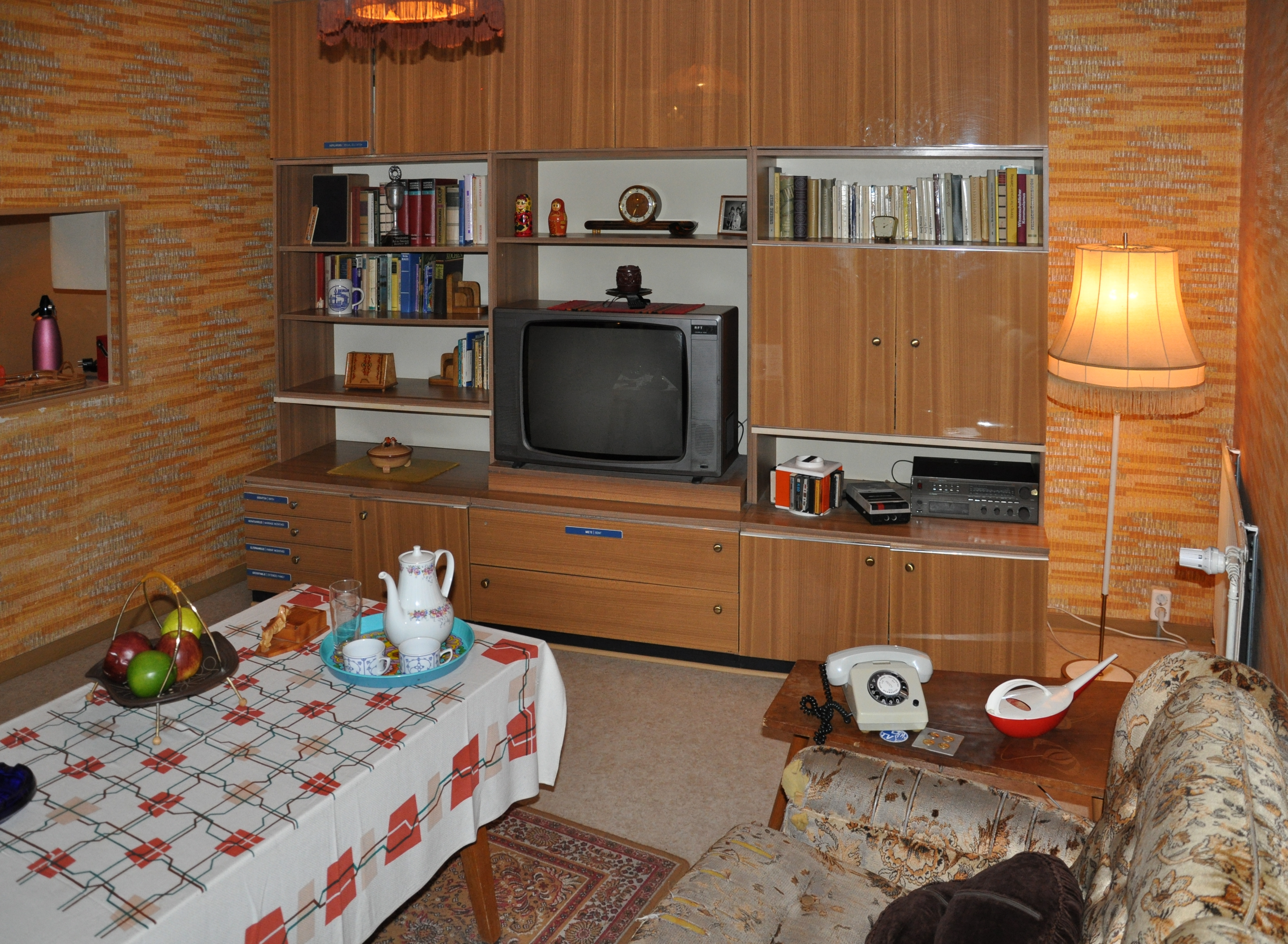
Гостиная в музее

Музей посвящён темам внутренней немецкой границы, как «Государственная граница ГДР», «Берлин», «Транспорт», «Министерство государственной безопасности» «Покупки», «Товары ГДР», «Строительство», «Жильё», «Женщина и семья», «СМИ», «Образование», «Молодёжь», «Труд», «Мода», «Культура», «Досуг», «Отпуск», «Партия», «Государство», «Идеология», «Братские страны», «Оппозиция в ГДР», «Исполнение наказаний», «Экономика», «Окружающая среда» и «Власть».  В отличие от других музеев, большинство экспонатов на этой выставке можно потрогать: посетители могут посидеть в «Трабанте», покопаться в шкафах сборной квартиры или примерить предметы одежды с помощью цифрового зеркала.

### Специальные элементы выставки
Постоянная экспозиция состоит из трех разных зон. В первом выставочном зале «Общественная жизнь» представлена повседневная жизнь ГДР. Быстровозводимый жилой комплекс в масштабе 1:20 разделён на тематические блоки, такие как образование, потребление, спорт, музыка или отдых. Существует также симулятор вождения Trabant, с помощью которого посетители проезжают по виртуальному сборному жилому комплексу. В первой части выставки также расположены детский сад, кинотеатр.
Во втором большом зале рассматриваются партия и государство, политические структуры ГДР, связи с другими социалистическими странами (особенно Советским Союзом), а также экономика и вооружённые силы ГДР. Реконструированная комната для допросов, камера предварительного заключения и комната информатора дают представление о работе органов госбезопасности. Другие компоненты включают в себя мультисенсорный стол, оригинальный Volvo из водительской службы правительства ГДР и анимированные портреты Карла Маркса, Фридриха Энгельса и Владимира Ильича Ленина.

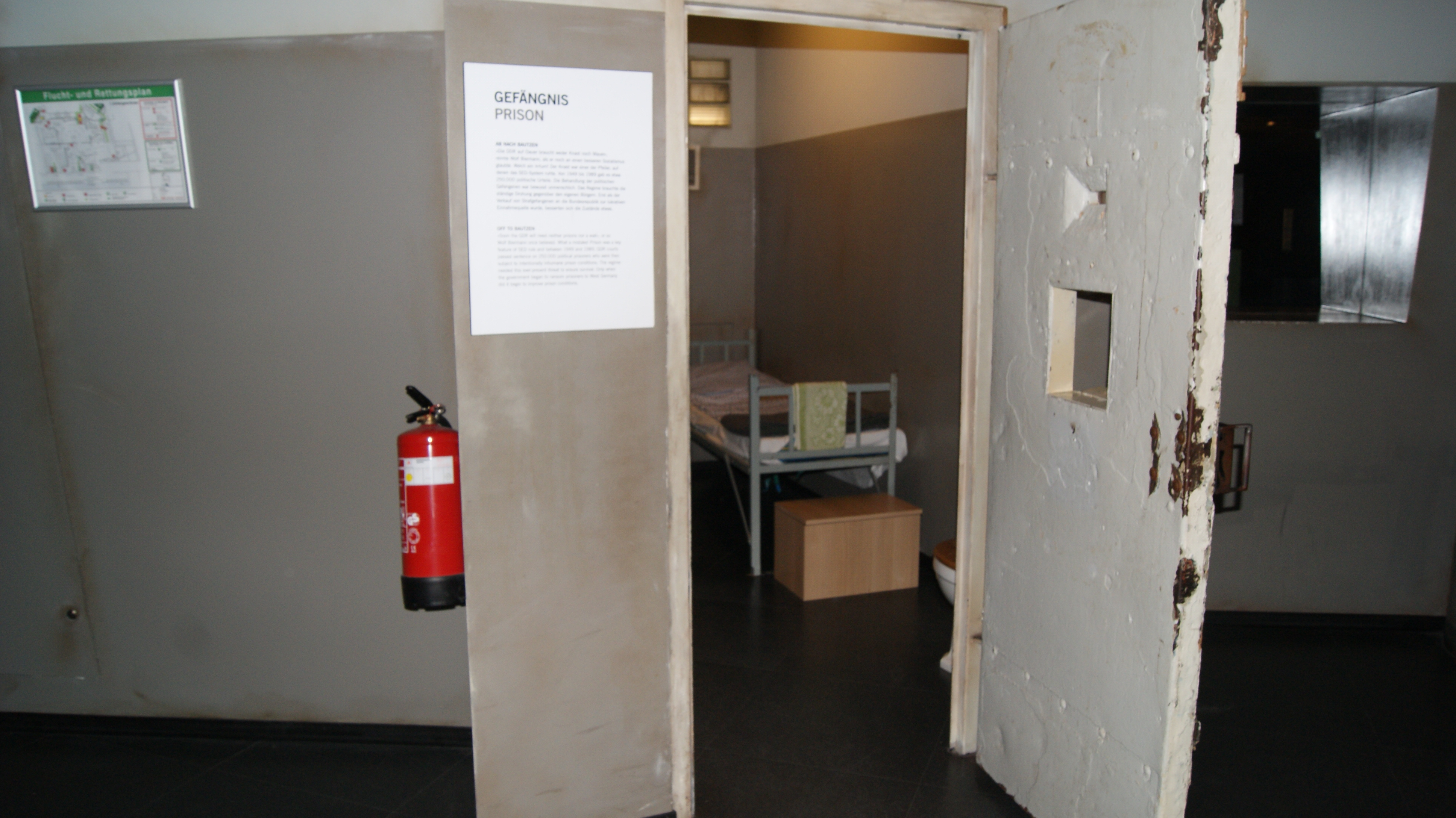
Тюремная камера в музее

Используя встроенный лифт, посетители могут попасть в точно воспроизведённую сборную квартиру WBS 70 с гостиной, спальней, детской комнатой, ванной комнатой и кухней. Пять залов обставлены оригинальными экспонатами, которые можно вынимать из ящиков и шкафов. В гостиной можно сравнить телевидение Восточной и Западной Германии, музыку ГДР можно оценить по внутреннему списку музыкальных чартов музея, а письма можно написать на пишущей машинке «Эрика». Цифровое зеркало в спальне позволяет виртуально примерить одежду ГДР. Рецепты из кулинарных книг ГДР можно распечатать на кухне и взять с собой.

### Коллекция и специальные экспонаты
Сбор и сохранение культурных ценностей ГДР — одна из основных задач музея. По собственным данным компании, коллекция насчитывает 250 тысяч различных предметов, которые размещены в большом депо. Учёные музея уже много лет работают над записью обширного фонда. Некоторые уже каталогизированные музейные предметы можно найти в базе данных объектов Музея ГДР. В целом, в центре внимания выставки не обязательно находятся отдельные объекты, а скорее живописная композиция экспонатов.
Части коллекции демонстрируются на постоянных и специальных выставках. Избранные экспонаты:
- Печатная машина для экологической библиотеки (экологические листы)
- Мотороллер IWL SR59 Берлин
- Трабант 601
- Дневник дефицита
- Машинка-кроватка (в тематической зоне детского сада)
- Фреска Рональда Пэрис в честь коммунизма
- Допинговый препарат Орал-Туринабол
- Чип 1 мегабит
- Volvo 264 TE из министерского автопарка
- Simson Schwalbe KR 51/1 (в тематической зоне гаража)

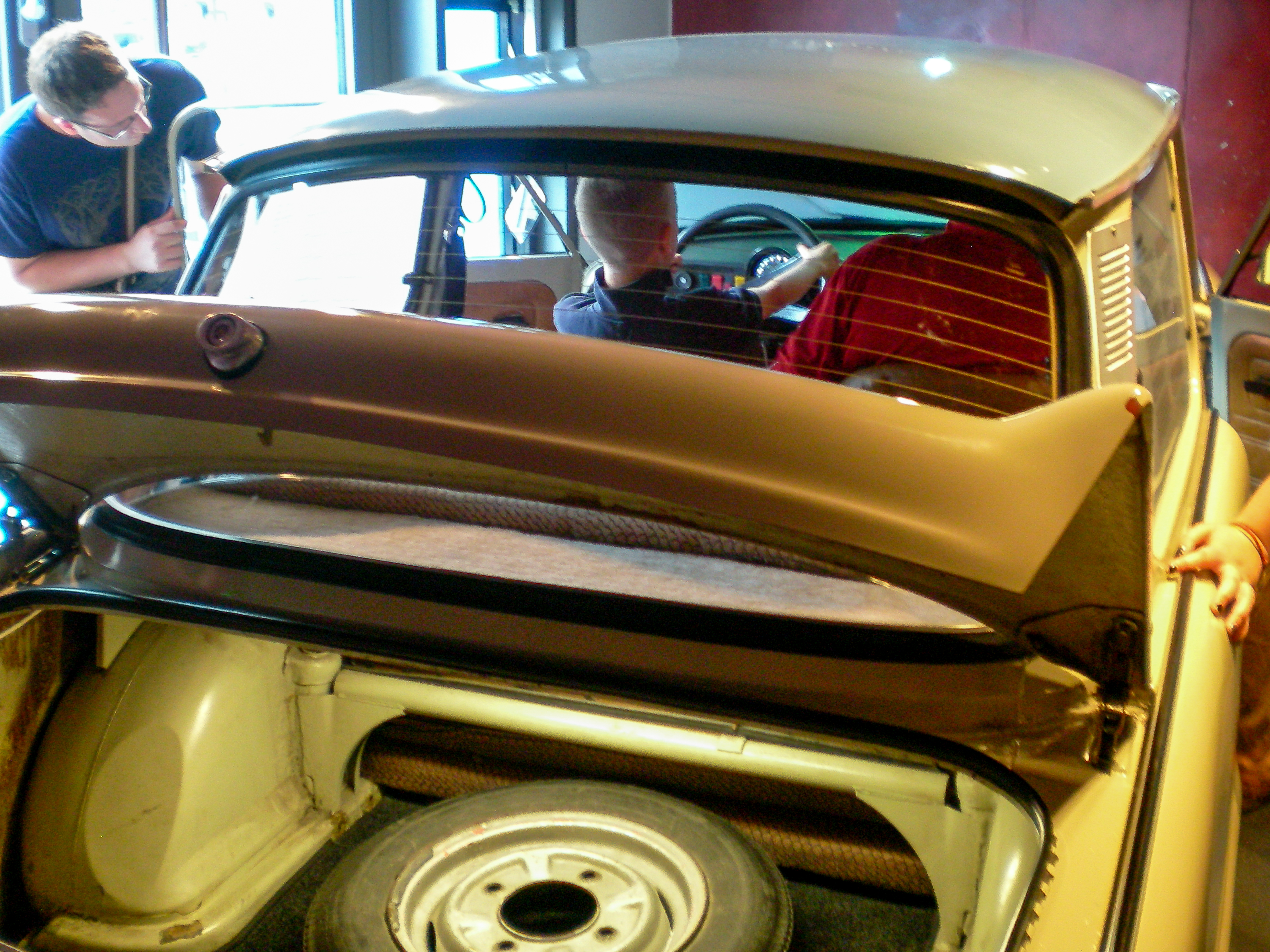
Трабант 601 в музее

### Выставочный дизайн
Вся выставка построена в интерактивном режиме . С октября 2010 по март 2015 года к нему действовал ресторан ГДР, где посетители могли попробовать типичную кухню ГДР. Эта площадь была переоборудована под третье выставочное пространство — квартиру WBS-70, открывшееся в августе 2016 года.
К выставочным объектам относятся: дневник дефицита, потолочный светильник из Дворца Республики и официальный лимузин Volvo 264 TE. Девятиметровая фреска Рональда Пэрис 1969 года под названием «Похвала коммунизму», ранее находившаяся в Доме статистики, была перенесена в музейный магазин в конце выставки.

## История
Фрайбургский этнолог Петер Кензельманн запустил проект Музея ГДР. По данным СМИ, он ездил в Берлин в поисках музея ГДР и не нашёл его. Дом был открыт 15 июля 2006 года. С мая 2016 года директором является Гордон Фрайхерр фон Годин, научным руководителем — Штефан Волле.
14 июля 2007 года музей отпраздновал свою первую годовщину и сообщил, что за первый год его посетили 180 000 человек. Музей был номинирован на премию «Европейский музей года» в 2008 и 2012 годах  и занял 44-е место среди иностранных гостей в опросе Немецкого национального совета по туризму (GNTB) в 2015 году и 36-е место в 2016 году среди 100 лучших туристических направлений. 23 декабря 2009 года музей принял миллионного посетителя.  10 октября 2010 года открылась вторая часть постоянной экспозиции с новыми тематическими фокусами и многочисленными медиа-станциями. Третья часть постоянной экспозиции открылась в августе 2016 года и представляет собой сборную квартиру WBS 70. 7 ноября 2017 года музей принял пятимиллионного посетителя.
Мультимедийная выставка «Берлин девяностых», которую спроектировала команда Музея ГДР, открылась 4 августа 2018 года. До 28 декабря 2019 года он располагался в районе Альте Мюнце в районе Берлин-Митте. Он показывает жизнь Берлина после падения Стены с новыми открытыми пространствами, созданными в 1990-х годах. Таким образом, выставка в Берлине девяностых годов начинается там, где заканчивается историческая презентация Музея ГДР.
Ранним утром 16 декабря 2022 года цилиндр из акрилового стекла разбился, и содержимое «АкваДома» вылилось на территорию отеля и на улицу и, наконец, попало в музей. По предварительным оценкам, будет затронуто 300-400 м² из 1200 м² выставочной площади. В результате основная часть Музея ГДР, расположенная в «АкваДоме», была закрыта до 31 марта 2023 г. (по состоянию на 17 января 2023 г.), хотя выставка мотоциклов оставалась открытой.
Музей полностью открылся 1 апреля 2023 года. Время на очистку и ремонт было использовано для создания безбарьерного доступа и проведения некоторых долгожданных модификаций. Территории теперь разделены на Немецкую дивизию и Компактную ГДР. Для этой цели был возведён шестиметровый кусок Берлинской стены, а пояснения были преобразованы с учётом новейших технологий.